# برپاخیزان جهنم: دنیای جهنمی
برپاخیزان جهنم: دنیای جهنمی (Hellraiser VIII: Hellworld) یک فیلم ترسناک محصول سال ۲۰۰۵ به کارگردانی ریک بوتا است. این هشتمین قسمت در مجموعه فیلم برپاخیزان جهنم است.
در این فیلم لنس هنریکسن نقش میزبان را بازی می‌کند. نقش او به عنوان میزبان در برپاخیزان جهنم تا به امروز تنها حضور او در این مجموعه است.
این فیلم همچنین آخرین فیلم داگ بردلی، در نقش پینهد است.

## بازیگران
- استیلیان اوریان به عنوان آدام
- داگ بردلی به عنوان کله سوزنی (پینهد)
- لنس هنریکسن به عنوان میزبان
- کاترین وینیک به عنوان چلسی
- کریستوفر جاکت به عنوان جیک
- خری پایتون به عنوان درریک
- هنری کاویل به عنوان مایک
- آنا تولوت به عنوان آلیسون
- دزیره مالونگا به عنوان رقاصنده نقاب دار

## تولید
این فیلم به دلیل ضرورت فیلمبرداری نهمین فیلم برپاخیزان جهنم (برپاخیزان جهنم: مرده) بعنوان یک شرط قراردادی برای فیلمبرداری در رومانی سرچشمه گرفت.

## بازخورد
این فیلم در وبسایت بازبینی جمعی راتن تومیتوز بازخورد منفی از منتقدان و بر اساس پنج بررسی ۲۰٪ امتیاز دریافت کرد.
تیم اونیل برای مجله پاپ مترز این فیلم را به عنوان یک فیلم ترسناک قابل قبول اما یک دنباله ضعیف دانست."